# Pekachja
Pekachja (hebreiska: פקחיה בֵּן-מְנַחֵם, Pekachya Ben-Menachem) var kung i Israel runt år 738 f.Kr. Han var son till kung Menachem (heb. מְנַחֵם), av en dynasti känd som Menachems hus eller Gadis hus.
Han regerade i två år och blev därefter mördad i kungapalatset i Samaria av sin adjutant, vilken även efterträdde honom som kung. Denna kupp han ha instigerats av kung Resin av Aram-Damaskus; regimskiftet följdes av det syrisk-efraimitiska kriget.